# Dragočaj (Banja Luka, BiH)
Dragočaj je naseljeno mjesto u sastavu Grada Banje Luke, Republika Srpska, BiH.

## Poznate osobe
- fra Jurica Šalić, hrv.-b-h. franjevac, rkt. svećenik i zavičajni povjesničar

## Stanovništvo
| Dragočaj           |                |                |                |
| godina popisa      | 1991.          | 1981.          | 1971.          |
| Hrvati             | 1.890 (73,31%) | 1.845 (72,26%) | 2.117 (77,60%) |
| Srbi               | 478 (18,54%)   | 454 (17,78%)   | 598 (21,92%)   |
| Muslimani          | 21 (0,81%)     | 1 (0,03%)      | 0              |
| Jugoslaveni        | 141 (5,46%)    | 138 (5,40%)    | 0              |
| ostali i nepoznato | 48 (1,86%)     | 115 (4,50%)    | 13 (0,47%)     |
| ukupno             | 2.578          | 2.553          | 2.728          |

## Vanjske poveznice
- Satelitska snimka  Arhivirana inačica izvorne stranice od 17. veljače 2021. (Wayback Machine)